# مردم جزایر اقیانوس آرام

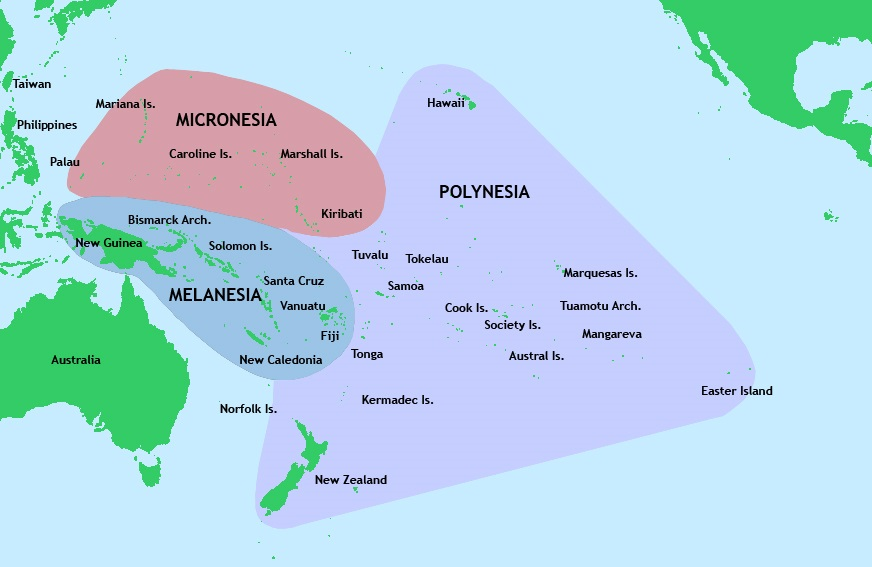
نمایی از نقشهٔ منطقه جزایر پاسیفیک - ۲۰۱۰

مردم جزایر پاسیفیک (انگلیسی: Pacific Islander) عنوانی کلی برای ساکنان جزایر پاسیفیک در اقیانوس آرام است.